# Công Nông
Về loại phương tiện chở hàng cùng tên, xem bài xe công nông.
Công Nông (tiếng Trung:工农区, Hán Việt: Công Nông khu) là một quận của địa cấp thị Hạc Cương, tỉnh Hắc Long Giang, Cộng hòa Nhân dân Trung Hoa. Quận này có diện tích 12 km2, dân số 160.000 người, mã số bưu chính 154101. Về mặt hành chính, quận Công Nông được chia thành các đơn vị gồm 6 nhai đạo (Hồ Tân, Đoàn Kết, Giải Phóng, Dục Tài, Tân Nam, Hồng Kỳ) và 97 ủy ban dân cư.